# Chlorantraniliprole
Chlorantraniliprole (ISO-naam) is een selectief insecticide, ontwikkeld door het Amerikaanse bedrijf DuPont. DuPont duidt de stof ook aan met het handelsmerk rynaxypyr, en brengt het op de markt in twee producten met de merknamen Coragen en Altacor. De stof behoort tot een nieuwe klasse van pesticiden, de anthranilamides, die ontwikkeld is door DuPont; ze werd in 2007 geïntroduceerd op de markt.

## Werking
Chlorantraniliprole kan worden toegepast bij het planten (opname via wortel) of door sproeien (opname via bladeren). Rupsen en volwassen dieren die zich voeden met de bladeren, krijgen zo de stof binnen. In de insecten bindt chlorantraniliprole zich selectief aan de ryanodine-receptoren, die de vrijzetting van calcium-ionen (Ca2+) regelen en essentieel zijn voor de spierfunctie. Daardoor trekken de spieren van de insecten samen, wat leidt tot verlamming en uiteindelijk de dood van de insecten. Het werkt snel en is effectief bij lage dosissen.
Een ander nieuw insecticide dat ook werkt via verstoring van de Ca2+-balans in de insecten is flubendiamide van Bayer CropScience.

## Toepassingen
Chlorantraniliprole is vooral effectief tegen Lepidopterasoorten. Ook tegen soorten van de orden Coleoptera (waaronder de Coloradokever en snuitkevers zoals Lissorhoptrus oryzophilus (Engelse naam: rice water weevil) die op rijst voorkomt), Diptera en Homoptera (waaronder witte vliegen) is het in meer of mindere mate effectief.

## Regelgeving
In 2007 verleende het Environmental Protection Agency een experimental use permit voor chlorantraniliprole aan DuPont, voor een beperkte periode van 2 jaar, en voor een beperkte oppervlakte die met de stof mag behandeld worden. De teelten waarop de stof mag gebruikt worden zijn appel, peer, selder, komkommer, sla, spinazie, pompoen, tomaat en watermeloen.
Chlorantraniliprole was een nieuwe actieve stof volgens de Europese pesticidenrichtlijn (Richtlijn 91/414/EEG). DuPont diende op 2 februari 2007 een aanvraagdossier in om de stof op te nemen in bijlage I bij die richtlijn (dit zijn de stoffen die mogen toegelaten worden in de EU-lidstaten). Het dossier werd op 2 augustus 2007 volledig bevonden.

## Toxicologie en veiligheid
Op basis van uitgevoerde studies blijkt dat chlorantraniliprole een lage acute toxiciteit heeft, zowel ten opzichte van vogels, vissen als zoogdieren en ook geen nadelige effecten heeft voor nuttige soorten. Er zijn geen carcinogene of mutagene effecten vastgesteld.